# Црква Светог Георгија у Белој Цркви
Црква Светог Георгија у Белој Цркви, насељеном месту на територији општине Крупањ, подигнута је 1889. године. Припада Епархији шабачкој Српске православне цркве.
Иницијатива за подизање цркве у Белој Цркви, покренута је још 1857. године, молбама код Министарства цркве и просвете, да би градња храма започела 1879. године. Нова црква посвећена Светом Георгију подигнута је у стилу неовизантијског академизма архитекте Светозара Ивачковића. Део грађе за градњу је коришћен из порушене богомоље. Било је потребно још десет година да се црква доврши унутрашњом декорацијом и живописом, као и да се опреми. Коначно је 1899. године завршена, кад је осликан иконостас, рад сликара Лазара Крџалића и његове супруге Олге и купљен сав мобилијар. Храм је освештао епископ шабачки Димитрије.
Данас, црква је задржала јединствену архитектуру, са лепо уређеном портом у којој се издваја звонара, као и споменици погинулих из претходних ратова и гроб Дарка Рибникара, уредника „Политике”. У новије време у близини звоника подигнути су споменици Богдану Лончару и Миленку Браковићу, жандармима погинулим 7. јула 1941. године, недалеко од цркве, у оквиру данашњег Споменичког комплекса Бела Црква.
На крају порте, уз пут који дели комплекс и порту, налази се Партизанска гробница – споменик аутора Милуна Стамболића.

## Галерија
- гроб Дарка Рибникара